# Физико-энергетический институт
Физико-энергетический институт имени А. И. Лейпунского — российский государственный научно-исследовательский институт в области ядерной физики и энергетики. Расположен в городе Обнинске Калужской области. Входит в структуру государственной корпорации Росатом.
Полное наименование — акционерное общество «Государственный научный центр Российской Федерации — Физико-энергетический институт имени А. И. Лейпунского».

## История
Институт был основан 31 мая 1946 по постановлению СНК СССР от 19 декабря 1945 № 3117-937сс как Лаборатория «В». Целью института была разработка ядерных реакторов. Сотрудниками института была построена первая в мире АЭС в Обнинске (введена в строй 26 июня 1954). Он стал первым в стране институтом, созданным для разработки атомных реакторов.

## Названия
- 1946—1960 — Лаборатория «В»
- 1960—1994 — Физико-энергетический институт (ФЭИ)
- 1994—1996 — Государственный научный центр Российской Федерации — Физико-энергетический институт (ГНЦ РФ — ФЭИ)
- 1996 — по настоящее время — Государственный научный центр Российской Федерации — Физико-энергетический институт имени А. И. Лейпунского (ГНЦ РФ — ФЭИ имени А. И. Лейпунского)

### Лаборатория «В» и Объект «В»
До образования в 1956 году города Обнинска существовало два официальных названия: Лаборатория «В» и Объект «В». Лаборатория «В» (собственно институт, состоявший из научных отделов и лабораторий) входила составной частью в Объект «В», включавший помимо института все подсобные, вспомогательные, хозяйственные и прочие службы.

## Разработки института
За время существования институтом было разработано свыше 120 различных проектов, в числе которых:
- реакторы на быстрых нейтронах БР-1, БР-2, БР-5, БР-10;
- реактор БОР-60 в НИИАР (Димитровград);
- реактор БН-350 для АЭС в Актау (Казахстан);
- реактор БН-600 для Белоярской АЭС;
- космические ЯЭУ «Бук» и «Топаз»;
- реакторные установки для атомных подводных лодок со свинцово-висмутовым теплоносителем;
- в области медицины:
  - генератор рения «W-188/Re-188» для терапии онкологических заболеваний;
  - офтальмоаппликатор для контактной лучевой терапии злокачественных новообразований органов зрения;
  - микроисточник с изотопом иода I-125 для брахитерапии рака предстательной железы;
  - синтез опытного образца изотопа актиния Ac-225 — перспективного радионуклида для производства радиофармацевтических лекарственных средств.[5]

## Подразделения
- Отделение ядерной энергетики
- Отделение прикладной физики
- Отделение инновационных реакторных материалов и технологий
- Научно-производственный комплекс изотопов и радиофармпрепаратов

## Аварии
Самая крупная авария за всё время существования Физико-энергетического института (тогда ещё Лаборатории «В») и Обнинской АЭС (тогда ещё не существовавшей) произошла в 1954 году: в результате неуправляемой цепной реакции при исследованиях по критической сборке на ядерном реакторе очень малой мощности возникла вспышка радиоактивного излучения. Последствия аварии были ликвидированы за два дня под руководством Олега Казачковского. При этой аварии не произошло ни одного радиоактивного выброса в атмосферу, и не погиб ни один человек. Десять переоблучённых экспериментаторов после десятидневного обследования вернулись к работе. У одного из них, Александра Малышева, принявшего на себя главный радиационный удар, была ампутирована кисть руки.
В 60-х годах на стенде 27/ВТ произошло несколько аварий с проливом радиоактивного теплоносителя. Высокорадиоактивный полоний, образующий в активной зоне представлял опасность для персонала, что потребовало отработки мероприятий и средств защиты, которые в дальнейшем были перенесены и на подводную лодку.

## Санкции
Физико-энергетический институт был внесён в санкционные списки всех стран Евросоюза как «ответ на всеобъемлющее вторжение российских войск в Украину».
Ранее, 9 марта 2022 года, институт попал под санкции США
Также институт находится в санкционных списках Швейцарии, Украины и Японии

## Награды
- 29 июля 1966 года Указом Президиума Верховного Совета СССР за успешное выполнение планов 1959—1965 гг., создание и производство новых видов техники Физико-энергетический институт награждён орденом Трудового Красного Знамени.
- В 1971 году создание в Физико-энергетическом институте установки ИБР отмечено Государственной премией СССР.
- 7 июня 1984 года Указом Президиума Верховного Совета СССР Физико-энергетический институт награждён орденом Октябрьской Революции.

## Начальники и директора
1. 1946—1947 — Леонид Сергеевич Буянов (1911—1965)
2. 1947—1950 — Пётр Иванович Захаров (1907—1965)
3. 1950—1956 — Дмитрий Иванович Блохинцев (1908—1979)
4. 1956—1960 — Андрей Капитонович Красин (1911—1981)
5. 1960—1968 — Михаил Петрович Родионов (1904—1976)
6. 1968—1973 — Вячеслав Алексеевич Кузнецов (1923—1996)
7. 1973—1987 — Олег Дмитриевич Казачковский (1915—2014)
8. 1987—1992 — Михаил Федотович Троянов (1931—2017)
9. 1992—1995 — Виктор Михайлович Мурогов (р. 1938)
10. 1996—2010 — Анатолий Васильевич Зродников (р. 1944)
11. 2010—2012 — Валерий Иванович Рачков (р. 1947)
12. 2012—2013 — Сергей Георгиевич Калякин (р. 1963) (исполняющий обязанности)
13. 2013—2020 — Андрей Александрович Говердовский (р. 1959)
14. 2020 — 2021 — Александр Александрович Тузов (р. 1971)
15. 2021 — по н.в. — Андрей Александрович Лебезов

## Известные сотрудники
См. Категория:Сотрудники Физико-энергетического института